# 尤特 (艾奥瓦州)
尤特（英語：Ute）是一個位於美國愛荷華州莫諾納縣的城市。

## 地理
尤特的座標為42°02′59″N 95°42′21″W / 42.04972°N 95.70583°W，而該地的平均海拔高度為379米（即1243英尺）。

## 人口
根據2010年美國人口普查的數據，尤特的面積為1.01平方千米，當中陸地面積為1.01平方千米，而水域面積為0.00平方千米。當地共有人口374人，而人口密度為每平方千米370人。